# 匈牙利社会主义-共产主义工人党
匈牙利社会主义-共产主义工人党是匈牙利历史上的一个共产主义政党。1919年3月21日，匈牙利社会民主党和匈牙利国共产党合并为匈牙利国社会党。它被视为匈牙利第一个“政权党”，因为在匈牙利苏维埃共和国时期，该党通过革命管理委员会行使一切权力。1919年6月12日—13日，匈牙利国社会党召开代表大会，决定改名为“匈牙利社会主义-共产主义工人党”。1919年8月1日，匈牙利苏维埃共和国被罗马尼亚王国和匈牙利军官霍尔蒂·米克洛什颠覆。匈牙利社会主义-共产主义工人党随之瓦解，数千名成员和许多领导人被杀害，一些人被关押或流亡国外。